# Metafizika (Arisztotelész)

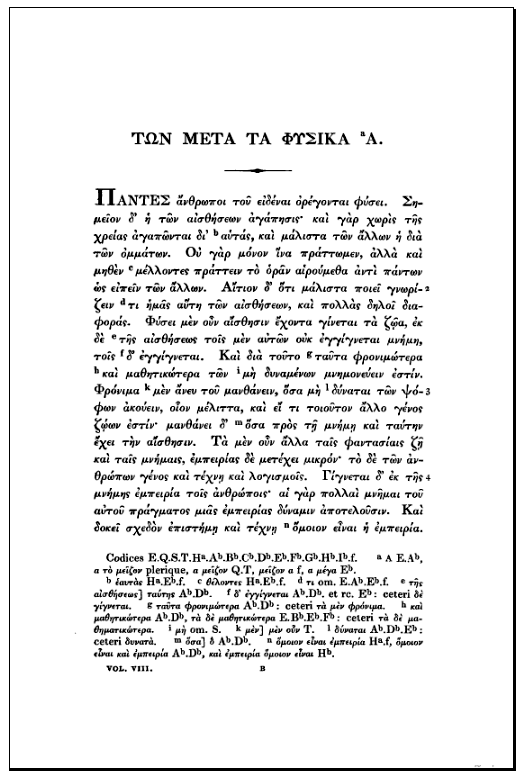
Arisztotelész metafizikájának első oldala (1837 kiadás)

Arisztotelész Metafizika könyve 14 általános mű gyűjteménye, melyeket az első összkiadásnál a fizikai írások mögé soroltak be (meta ta phüzika). Innen ered a metafizika tudományának a megjelölése, amely azt vizsgálja mi van a természet mögött. Ezekben a művekben Arisztotelész a tudásnak azt a formáját keresi, ami a legalkalmasabb a bölcsesség névre. De leginkább az a két kérdés foglalkoztatja, hogy: 
1. Lehetséges-e a metafizika, mint egyetlen, legfőbb tudomány, azaz mint olyan összefoglaló tudományos áttekintés amely nem ennek, vagy annak a valóságos dolognak, hanem a valóságnak mint olyannak a természetével foglalkozik, s a mindenség részletes természetét néhány központi princípiumából származtatja.
2. Vajon léteznek-e nem érzékelhető szubsztanciák is, ha igen akkor melyek azok. Vajon az egyetemes fogalmak önmagukban fennálló szubsztanciális entitások, ahogyan Platón állította az ideaelméletben? A legtágabb terjedelmű egyetemes fogalmak, a létező és az egység fogalmak-e? Szubsztanciák-e a matematikai tárgyak?

A művet először rhodoszi Andronikosz, a corpus Aristotelicum összeállítója adta ki, addig csak különböző kéziratmásolatokban volt olvasható. A Metafizika elnevezés is tőle származik, Arisztotelész ezt a kifejezést nem ismerte. Ezek a művek, Andronikosz gyűjteményében a Fizika után, azaz μετά τά φυσικά kaptak helyet. Arisztotelész maga (De motu an. 700 b 9), az "első filozófiáról szóló" felolvasások közt említi ezeket a vizsgálódásokat. Mostani címmel aphrodisziaszi Alexandrosznál találkozhatunk először, Kr. u. a II. században, aki a következő megjegyzést füzi a mű kommentárjába: „A keresett és a szóban forgó tudomány mármost nem egyéb, mint a bölcsesség, valamint a teológia; e tudománynak a meta ta phüszika címet adja” (ti. Arisztotelész). Ez a tény, hogy Alexandrosz tévesen úgy tudta, hogy a 'Metafizika' elnevezés Arisztotelésztől származik, arra enged következtetni, hogy, a Kr. u. II. században már közkeletű volt az elnevezés.
E mű, a filozófiai szakfelfogás szerint, a filozófiai irodalom egyik legnehezebb műve, amely nagy elmélyedést és odaadást kíván meg attól aki tanulmányozni akarja.

## Ameta ta phüszikaszó jelentése
A meta ta phüszika szó szerinti jelentése: 'a természet után való'. E kifejezésnek két értelmezése lehetséges: fordítható úgy is, hogy 'a természetfilozófiai <művek> után következő <mű>', de úgy is mint a 'természetre vonatkozó <a tudás> meghaladó, azon túl lévő <tudás>'. A görög kommentátorok mindkét értelmezést alkalmazták: aphrodisziaszi Alexandrosz az első, Szimplikiosz a második értelemben használta a szót. Andronikosz, mikor Arisztotelész műveit összeszerkesztette és e gyűjteményt a 'Fizika' címet viselő művek mögé sorolta, a következő megjegyzést jegyezte le: a természetfilozófiai munkák utáni mű. Szimplikiosz, Kr. u. a VI. században viszont a következőket írta: „A fizikai világtól függetlenül létező, intelligibilis és mozdulatlan princípiumokat a téma szavatosságának fogva az első filozófiának feladata taglalni, azaz annak a tudománynak, amelynek tárgya túl van a természeti dolgokon, s a melyeket Arisztotelész meta ta phüszikának nevez.”

## A Metafizika könyv tárgya és felépítése
Arisztotelész a könyv különböző részein, különböző dolgokat jelöl meg tárgyként: az első (Alfa) könyvben a négy ok vizsgálatát jelöli meg, mindjárt utána az alfa ellaton (kis alfa) könyvben az igazság kutatása az elsődleges cél. A harmadik (Béta) könyvben az aporiák taglalását tartja a keresett tudomány elsődleges feladatának, a gamma könyv pedig a létező vizsgálatát tartja az elsődleges feladatnak. Az Epszilon könyv az „első filozófiát” teológiának nevezi, tárgya pedig a „mozdulatlan mozgató” (Isten).
Arisztotelész kommentátorok egyik része ezt a sokféleséget – ami nem ritka jelenség az ókori görög gondolkodóknál – egységként értelmezték. Úgy tartották, hogy Arisztotelész valójában egy dolognak több oldalról való vizsgálatát írja le a könyvekben. Mások, mint a középkori muszlim kommentátorok Al-Fárábi, Avicenna (mindketten a X. században) és Averroës (1126–1198) a metafizika tárgyát a létezőre mint létezőre és Istenre az első mozgatóra redukálták. Azt állították, hogy a négy ok, az igazság és az aporiák Arisztotelész saját kijelentései alapján kapcsolatba hozhatóak a létezővel mint létezővel. Abban, hogy mi is a metafizika első tárgya már megoszlottak a véleményeik: Al-Farábi és Avicenna szerint a metafizika elsődleges tárgya Isten, Averroës szerint pedig ez a tárgy a létező.
Aquinói Szent Tamás az arisztotelészi metafizikát háromrétegűnek látta, ezért úgy gondolta, hogy három megnevezés illeti meg: először is teológiának nevezzük, amennyivel istennel foglalkozik, metafizikának, azaz a természetfilozófián túlinak, amennyiben a létezővel mint létezővel foglalkozik, végül pedig első filozófiának, amennyiben a dolgok elsődleges okait vizsgálja. Ez a felosztás a 20. század elejéig, egy Werner Jaeger (1881–1961) kommentátor fellépéséig általánosan elfogadott volt.
1912-ben Werner Jaeger kimutatta, hogy a mű kompozíciója túlságosán problematikus ahhoz, hogy egyetlen monográfiának tekintsük. Ilyen az a tény is, hogy az Alfa könyv után nem a Béta, hanem a kis alfa könyv következik, ami jelentheti azt, hogy később lett beillesztve a teljes műbe. A Gamma és az Epszilon összefüggő gondolatmenetet mutatnak, viszont mindezt megtöri a közbeillesztett Delta könyv. A Mű könyv kritizálja az ideatant, majd a gondolatmenet befejezése után ismét kapunk egy bevezetőt az ideatan fogalmába. Továbbá bizonyos könyvek fejezetei ismétlődnek más könyvekben is.
Jager kutatásai azt mutatták, hogy Arisztotelész metafizikájában három alkotói periódus művei lettek összeválogatva. Ezek a következők:
1. Az Alfa, Béta, Gamma, Delta, Mű 9→ Nű és az Epszilon 1 alkotják az úgynevezett Ősmetafizikát. Ezekben a művekben a fő hangsúly az anyagtalan szubsztanciák elméletén van. A Béta és a Gamma könyvek később át lettek fogalmazva.
2. Zéta, Éta, Théta könyvek az átmeneti korban íródtak. Ebben a korszakában Arisztotelész a létezők általános tudományát tartotta az első tudomány tárgyának.
3. Epszilon 2-4, Iota, Mű 1-9 a lükeioni években keletkezhettek. Ez volt Arisztotelész utolsó periódusa.

Más 20. századi elemzők, mint a kanadai Joseph Owens (1908–2005) szerint a Metafizika mű kizárólagos tárgya a teológia. Egy másik elemző Auguste Mansion több tanulmányában is amellett érvel, hogy két szál van jelen a műben: egy teológiai és egy ontológiai. Hasonló gondolattal találkozhatunk a francia Pierre Aubenque (1929–2020) művében is.

## A könyvben tárgyalt problémák

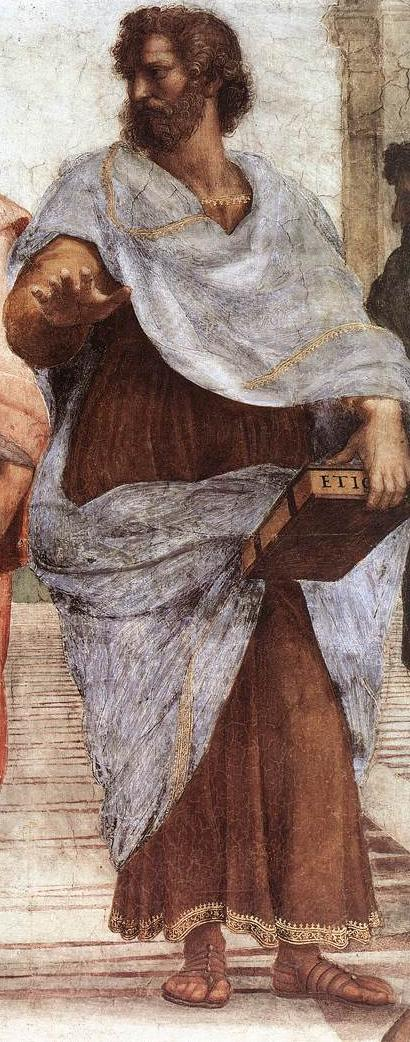
Arisztotelész (Raffaello Athéni iskola c. festménye, részlet)

### A tudás célja
Arisztotelész szerint a tudás célja az igazság megismerése. Igaznak nevezi mindazt, amit a léttel bír. A megismerés az elmének az a képessége, amivel kiemeli a szükségszerű okot, amely nélkül a dolog nem lenne az, ami. Ez a kiemelés az elvonás (absztrakció).
A tudás az érzékeléssel kezdődik, majd az emlékezéssel folytatódik. Sok emlékezés együttese fogja adni a tapasztalatot, melyből az elme elkülöníti a tudás tárgyát: az általános fogalmat. Ezeknek a fogalmaknak az összességei alkotják a tudományt, más néven elméleti tudást, amely úgy jön létre, hogy az ész elveit a konkrét tárgyakra alkalmazzuk. A tudomány ismerete azt jelenti, hogy ismerjük az okokat, valamint a tárgyilag összetartozó igazságok rendszerét. Különböző okokkal különböző tudományok foglalkoznak, az első okkal a létező mint létezővel viszont csak a metafizika (alaptudomány) tudománya foglalkozik. Ez nem lehet az érzéki tapasztalás, hisz mint már fentebb ki lett fejtve, az érzéki tapasztalás nem csupán a megismerés kezdete, hanem a spekuláció és a tapasztalatból kiinduló reduktív nyomozás. Az elvek igazsága közvetlen ráeszmélés révén tudható, egymásból való levezetéssel nem, mert akkor már nem lennének elvek.

### Az alaptudomány – a valóság általános természete
Minden, ami határozott formában létezik, azt Arisztotelész szubsztanciának (οὐσία) nevezte. A valóságot pedig úgy határozta meg, mint egyedi szubsztanciák rendszerét. A szubsztancia fogalmát úgy határozta meg, mint amiről lehet valamit állítani, de őt magát nem állíthatjuk semmiről. Ebből az következik, hogy minden szubsztancia, ami egyed, vagy ami önmagából, belső létének a mozzanataiból megérthető. Az arisztotelészi szubsztancia konkrét fogalom, mint például Szókratész, vagy az asztal. Ezek az első szubsztanciák, minden más, amit létezőnek szoktunk mondani, csupán része, eleme egy ilyen valóságnak, s csupán elmélkedés révén különíthetjük el a tárgytól. Az ilyen absztrakt tárgyak nem bírnak önálló léttel, és csak az egyedi valóságában juthatnak el a teljes és befejezett lét állapotába. Ezeket a szubsztanciákat Arisztotelész másodlagosaknak nevezi, s bennük látja a tárgyak immateriális okát.
A szubsztanciáknak kiemelkedett prioritása van a többi kategória fölött, mert 1.) csak a szubsztancia létezhet önállóan, a többi kategória erre nem képes. 2.) A kategóriák csak mint a szubsztancia részei, hozzátartozói létezhetnek. 3.) Mert csak akkor ismerünk igazán egy dolgot, ha tudjuk róla, hogy micsoda, azaz, ha ismerjük a szubsztanciáját. Mindebből az következik, hogy minden kutatás elve a szubsztancia kell hogy legyen, reá kell irányulnia minden tudományos kutatásnak. A szubsztancia csak saját magából érthető meg, csak ő bír léttel. Ebből azonban az következik, hogy nem lehet ellentéte, mert az a nemlétező volna. További jellegzetessége a szubsztanciának az, hogy nem fokozható, Szókratész nem lehet önmagánál jobban Szókratész, viszont lehet ellentétes tulajdonságok hordozója: tudatlanból válhat tudóssá, egészségesből beteggé.
Arisztotelész szerint nem egy, hanem sok szubsztancia van a világon, melyek egymáshoz viszonyítva különböző fokozati szinten állnak. A fokozati szintek azt jelentik, hogy megkülönböztethetünk elsődleges és másodlagos szubsztanciákat: például Szókratész konkrétabb szubsztancia, mint az ember, s ez viszont konkrétabb, mint az élőlény. Az összes szubsztancia beletartozik valamilyen sorba, amely a végső első szubsztancia felé mutat. Ez az első szubsztancia a mozdulatlan mozgató (próton kinun) Arisztotelész istene, minden konkrét létezés oka. Minden más valóság hozzá képest relatív, tőle kölcsönzi a létét. Ennélfogva minden valóságról szóló tannak a tárgya kell hogy legyen, s így a metafizika mint az "eső mozgatóról" való tan, teológia lesz.

#### Az örök valóság – az első szubsztancia: Isten
Arisztotelész a legmagasabb rendű tudománynak a teológia nevet adta, melynek tárgya a változásoktól mentes, mozdulatlan mozgató. Ezzel a kérdéssel a „Metafizika” zárókönyvében, a Λ könyvben foglalkozott, ebben a könyvben olvashatjuk Arisztotelész egyetlen, rendszeres teológiai esszéjét.
Minden létező dolgok közül az elsődlegesek a szubsztanciák. Azonban lehetetlen lenne, hogy minden szubsztancia mulandó legyen, mert akkor minden dolog mulandó lenne. Örök szubsztanciáknak, Arisztotelész szerint, az idő és a változás mondható. Az idő azért, mert nem mondhatjuk azt, hogy volt olyan idő, amikor nem volt idő, a változás pedig azért folyamatos, mert a változás ha nem azonos az idővel, akkor kísérője neki. Az egyedüli folyamatos helyváltozás pedig a körmozgás → létezik örök körmozgás. Ha pedig van örök mozgás, akkor kell lennie egy örök szubsztanciának is. A természetben példa az örök körmozgásra a csillagos égbolt, azonban ennek is kell lennie valamilyen mozgatórugója. Azonban a mozgatott mozgatók sora nem mehet a végtelenbe, kell létezni egy első mozdulatlan mozgatónak, amely mentes az anyagiságtól. Ez a mozdulatlan mozgató Arisztotelész istene.
Az első mozgató nem lehet anyag, mivel az anyag ahhoz, hogy mozogjon, mindig valamilyen más mozgatóra szorul. Nem lehet a természet sem, mert benne a mozgás és a mozgatás passzív és aktív elv együttesen van meg. Az első mozgatónak olyannak kell lennie, mint aki mindent mozgat, de ő maga mozdulatlan, azaz képesnek kell lennie változást létrehozni úgy, hogy mindeközben maga változatlan marad. Az okok sora ugyancsak az első mozgatóhoz vezethető vissza: kell létezni egy első oknak, amely minden ok oka. Ezt az első okot Arisztotelész formának nevezi. Anyagát tekintve pedig úgy határozta meg mint tiszta aktualitás, energia, tiszta isteni erő, amely nem tartalmaz magában semmi anyagiságot, ugyanis az anyag végességet és passzivitást jelent.
Miután Arisztotelész meghatározta a tiszta első ok, azaz a forma milyenségét, azt, hogy szellemi lény, rátért a kifejtett tevékenységére. Ezt a tevékenységet a gondolkodásban jelölte meg. Más tulajdonság nem is illene hozzá, mint ez – állította Arisztotelész. Gondolatainak a tárgya pedig önmaga, azaz a legtökéletesebb valóság, mivel ami tökéletes nem gondolkodhat tökéletlenről. Isten gondolatai a világ összes élőlényének a végső célja. Mindebből az következik, hogy Isten nem tud a világról, mert gondolatai isteni tökéletesség formáját fogadják be, azonban rendelkezik a világ fogalmával. Mivel Isten tökéletes és teljes tudás birtokában van, ezért állandó boldogságot élvez. Ez az a boldogság, ami az igazságkutató embernek ritkán, de megadatik egy-egy igazság felfedezésekor.
Isten és a világ viszonyát Arisztotelész úgy határozta meg mint a tökéletes és a tökéletlen viszonyát, vagy mint a cél és a cél fele törekvő valóságot. A világban található anyagot nem Isten hozta létre (az anyag öröktől fogva van) és nem is semmisítheti meg, de formálhatja azt, mert ő a világ célja, amely felé minden változás irányul. A világ teljességében Isten felé irányul, hozzá való hasonlóságra törekszik. Mivel Isten teljesen mentes minden anyagitól, ezért a világon túl, afölött helyezkedik el, azaz semmiféleképp nem érintkezik az anyaggal. Az anyagra úgy gyakorol mégis hatást, mint a cél a cél fele törekvő lélekre, ahogy a szeretett lény mozgatja a szeretőt, azaz nem érintéssel vagy lökéssel, hanem vonzással: a világ elé tárja tökéletességét és ezzel vágyat kelt bennük, hogy hozzá hasonlítsanak. Isten a világ dolgaira nem egyformán hat: Arisztotelész hierarchikus világképe szerint Isten csak a hozzá legközelebb álló szférára hat, az állócsillagok szférájára. Itt, a hatás következtében a legtökéletesebb mozgás keletkezik, a körmozgás. Ezt veszik át rendre a többi szférák, egyre tökéletlenebb alakban egészen a földig (szublunáris szféra). Ezért van az, hogy a földi világban sok a véletlen és a hiány. Tehát Arisztotelész istene passzív a világ dolgaival szemben: Isten nem avatkozik bele a világfolyamatba és semmit sem befolyásol. Az, hogy mégis ő a mozdulatlan mozgató, azt jelenti, hogy a világban való mozgást nem isten tevékennyé válása mozgatja, hanem az anyagnak rá mint tiszta formára való vágyakozása.
Az első mozgatóról való értekezését Arisztotelész monoteizmusra utaló, homéroszi idézettel zárta: „Nem jó a sokfejű uralom. Egy legyen az uralkodó!”

#### A változó valóság

##### Lehetőség és valóság
Arisztotelész a régi görög filozófia egyik fő hibájának azt tartotta, hogy nem magyarázták a dolgok változásának az okát. Vagy azt mondták, hogy minden folyamatosan változásban van (pl. Hérakleitosz), vagy tagadták az igazi valóság változásának lehetőségét (eleai iskola). Különösen Anaxagoraszra neheztelt, mivel mint mondta, először „úgy tűnt fel elődeihez képest, mint az egyetlen józan a fecsegők között” mikor azt állította, hogy a természetben benne van az Ész. Később azonban úgy alkalmazta az Észt a kozmosz megalkotásában mint holmi deus ex machinát és „inkább mindent tartott a keletkezők okának, mint az Észt.”
Arisztotelész osztozott elődeinek azon a véleményén, hogy az abszolút nemlétezőből nem jöhet létre létező, azonban a lét keretein belül fokozatokat tartott lehetségesnek, mint például a „lehetőség szerint létező” (to dünamei on) fokozata ami egy átmenet a lét és a nemlét között. Például egy márványtömb, amelyből a szobrász egy emberalakot farag meg, úgy tekinthető, hogy bizonyos vonatkoztatásban már benne van a kifaragni vágyott alak, melyet majd a szobrász fog aktualizálni, azaz kifaragni. A szobor bár valóságosan nem létezik, mégis létezik a lehetősége, melynek alapján, a művész munkájának köszönhetően a szobor alakja lehetségessé válik. Az anyag hordozza magában azt a valamit amely létrejön belőle. S mivel ez a valami mindig egy bizonyos meghatározott egyedi valóság, szubsztancia, ezért mondhatjuk, hogy a valóságnak két szubsztanciája van: 1.) a lehetőség szerint való (dünamei on) és 2.) a valóságos (energeia on), a tapasztalatban felismert létezést.
A potenciális-aktuális forma bevezetésével, Arisztotelész a „micsoda a dolgok keletkezése?” kérdésre adott választ: a fejlődés a potenciális forma aktualizálódása az anyagban.

##### A forma
A forma a valóságnak az a változó eleme, melyet a gondolkodás a fogalomban kiemel a dolog képéből. Ez a mozzanat a keletkező és elmúló létezőkben keletkezés és elmúlás nélküli. A fejlődés abban áll, hogy a forma egy lény életében a lehetőség állapotából a valóságba megy át: a rejtett forma felszínre kerül, aktualizálódik. E mozdulattal a lény a határozatlanból határozottá válik, azaz a forma határozza meg a lényt, teszi azzá, ami.
A tudományos megismerés a formára irányul, mivel ő képviseli a valóságban a szükségszerű mozzanatokat. Egy dolgot megismerni azt jelenti, mint formáját értelemmel felfogni, megérteni. A tudományos meghatározás által kifejezett fogalom a dolog formáját jelenti (atomon eidosz). Ez a szerep szerint a dolog formáló, alakító oka (causa formalis), de önmaga is fogalmi mozzanatok szövedéke. Azonban ezek az alkotó mozzanatok már túl vannak az individuális valóságon, mivel egyetemes jellegűek, s ezért az egyednek törvényszerűséget, szükségszerűséget jelentenek. S mivel a fogalmi ismeret ezeknek az egyetemes, szükségszerű mozzanatoknak az értelmi bírása, ezért mondta Arisztotelész, hogy a tudomány tárgya nem az egyed, hanem az, ami abban egyetemes.
Azonban a forma aktualizálódása az anyagban, a fejlődés fordítva is lejátszódik: az elmúlás az, amikor a forma mintegy visszahúzódik az anyagból, az érzéki dolgok köréből. A világban látható változás valójában a forma megmutatkozásában és visszavonulásaiban rejlik.

##### Az anyag
Az arisztotelészi anyagfogalom nem azonos az anyagnak a ma használatban levő fogalmával. Arisztotelész az anyagon elvet értett és nem tényt. Az anyagot úgy tekintette, mint az érzéki valóság másik elemét. Amit Arisztotelész anyagnak nevezett, csak formára vonatkozva anyag, és az teszi anyaggá, hogy van benne forma - a lehetőség állapotában. Az anyag sajátossága a formálhatóság. A formálhatóságnak viszont vannak határai, nem lehet mindenből minden. A mindennapi tapasztalatban csak a forma által meghatározott anyaggal találkozunk. E „jellemzett anyag” (materia signata) mellett csak elméletileg lehet szó egy általános anyagról (materia prima), amelynek az a tulajdonsága, hogy bármely formát magába fogadhat, továbbá örök léttel bír.
Arisztotelész nem materialista elméletet állít, amikor a formátlan anyagról beszél, ez az anyag ugyanis nem a teret betöltő valamilyen massza, hanem valamilyen elv. Az arisztotelészi gondolkodásban az anyag dialektikus fogalom, amelyet a valóságnak mint alkotásnak, formálásnak a gondolata hozott létre.

##### A fejlődés
Arisztotelész a dolgok fejlődését a mozgás egyik nemének tekintette, a tudomány feladatát pedig e mozgatók okainak a feltárásában jelölte meg. A mozgás keletkezésében megkülönböztette a természetest, a mesterségest és a spontán keletkezést. Viszont mindhármat a művészi alkotás hasonlóságára fogta fel.
Arisztotelész koncepciójában minden fejlődés célt előfeltételez, amely a lehetőség szerinti létezőtől az "ouszia" valóságos kibontakozása fele halad. Négy okát különbözteti meg a fejlődésnek:
- formai ok (causa formalis). Egy tárgy formája szerint határozódik meg: például egy ház a terve szerint.
- cél-ok (causa finalis). Arisztotelész teleológiai alapgondolata szerint semmi sem történik cél nélkül: a háznál például ilyen az időjárás elleni védelem.
- hatóok (causa efficiens). Minden fejlődésnek szüksége van egy olyan motorra, amely előrehajtja: a háznál ez az építőmunkások munkája.
- anyagi ok (causa materialis). Minden tárgy anyagból áll: a ház esetében ilyenek a téglák, a gerendák stb.

## Magyar fordításai
- Metafizika; ford., bev., jegyz. Halasy-Nagy József; s.n., Budapest,1936 (Az Akadémia filozófiai könyvtára); hasonmásban: 1992
- Metafizika. Válogatott fejezetek. 2. félév; ford. Nagy József, összeáll. Zoltai Dénes; Tankönyvkiadó, Budapest, 1951 (Budapesti Eötvös Loránd Tudományegyetem bölcsészkarának jegyzetei)
- Metafizika. Segédanyag az 1-4. és 5. éves filozófia szakosok számára; ford. Halasy Nagy József; ELTE Bölcsészettudományi Kar, Budapest, 1957
- Metafizika; ford., bev., jegyz. Halasy-Nagy József; 3. jav. kiad.; Lectum, Szeged, 2002 (Filozófiai kiskönyvtár)